# 肖业华
肖业华（1971年11月6日—）是中华人民共和国前田径短跑运动员。个人100米赛跑最好成绩是1992年创下的11.23秒。她在1992年和1995年两获100米全国冠军。
她是1991年亚洲田径锦标赛200米赛跑铜牌得主和1993年东亚运动会100米赛跑银牌得主。她的成功多是与中国400米接力赛跑队一同获得；她代表中国参加1992年夏季奥林匹克运动会的接力赛跑，赢得1991年亚洲冠军、1992年国际田联世界杯接力赛金牌、1993年东亚运动会冠军。

## 生涯
肖业华在1990年亚洲青年田径锦标赛上赢得个人首个国际奖牌，她落后于Wang Lei，得到100米亚军，并分享了400米接力赛跑的金牌。她很快被提拔到成年队，在1991年中国田径锦标赛上赢得100米冠军。在1991年亚洲田径锦标赛上，她赢得200米赛跑铜牌，与裴芳、田玉梅、陈兆静一同以创下赛事纪录的43.41秒的成绩赢得4×100米接力赛跑冠军。
1992年初她取得11.23秒的个人100米赛跑最好成绩。这使得她被选中参加1992年巴塞罗那奥林匹克运动会，在半决赛被淘汰。她还和中国队一同参加了接力赛的预赛阶段。她还参加了1992年国际田联世界杯的接力赛队，与高寒、田玉梅、陈兆静组成全由中国人组成的队伍代表亚洲，以43.63秒的成绩赢得金牌。
次年她在1993年东亚运动会的100米赛跑中，次于台湾运动员王惠珍，得亚军，但在接力赛依然夺冠。她当年的另一大重要突破是第七届中华人民共和国全国运动会，她未能获得个人奖牌，但和广西队友田玉梅、黄梅、欧燕兰一同赢得接力赛冠军。1995年她赢得个人第二个也是最后一个全国100米冠军。她继续参加国家级赛事直至1998年，但未能再获奖牌。

## 外部連結
- 肖业华在World Athletics（英语）
- 肖业华在Olympedia（英语）